# فرنسيس لي بيلي
فرنسيس لي بيلي (بالإنجليزية: F. Lee Bailey)‏ هو محامي وكاتب وضابط أمريكي، ولد في 10 يونيو 1933 في ماساتشوستس في الولايات المتحدةن وتوفي في 3 يونيو 2021.

## وصلات خارجية
- فرنسيس لي بيلي على موقع IMDb (الإنجليزية)
- فرنسيس لي بيلي على موقع إن إن دي بي (الإنجليزية)